# Sylva Talpová
Sylva Talpová (* 4. června 1955 Karviná) je česká herečka a pedagožka.

## Život
Absolvovala gymnázium v Orlové a v roce 1978 vystudovala činoherní herectví na Janáčkově akademii múzických umění (JAMU) v Brně. Po absolutoriu působila dva roky v Divadle Oldřicha Stibora v Olomouci, následně v roce 1981 krátce v Satirickém divadle Večerní Brno a mezi lety 1981 a 1992 byla v angažmá v brněnském Divadle bratří Mrštíků. Poté pracovala v letech 1993–1997 jako redaktorka brněnského deníku Rovnost. Později začala učit na Divadelní fakultě JAMU, kde od roku 2002 vede ateliér muzikálového herectví. Kromě toho vyučuje umělecký přednes, techniku mluveného projevu a disciplíny související s dabingem (herectví, úpravy dialogů, režie). V roce 2012 se habilitovala v oboru Dramatická umění se specializací na umělecký dabing. Stala se tak první docentkou v Česku věnující se dabingu.
Před kamerami se objevovala ojediněle. Představila se v koprodukčním filmu Zapomeňte na Mozarta (1986) a v průběhu 80. let a počátku 90. let 20. století hrála v několika televizních filmech.
Věnuje se dabingu, k jejím spjatým herečkám patří Anita Zagaria (např. Doktor z hor), Beth Broderick (např. Sabrina – mladá čarodějnice) či Kate Mulgrewová (např. Star Trek: Vesmírná loď Voyager), dále například nadabovala Susan Howard ve 3.–10. řadě seriálu Dallas či Katerinu Jacob v seriálu Big Ben. V první dekádě 21. století se v menší míře také věnovala také překladům, úpravám dialogů a režii českého znění.
Je vzdáleně příbuzná s herečkou a zpěvačkou Hanou Talpovou.